# Jake Paul
Jake Joseph Paul (Cleveland, Ohio; 17 de enero de 1997) es una celebridad de Internet, youtuber, actor y boxeador estadounidense. Inicialmente saltó a la fama en la ahora desaparecida aplicación de video Vine, antes de interpretar el papel de Dirk Mann en la serie Bizaardvark de Disney Channel durante dos temporadas.
A lo largo de su carrera, Paul se ha convertido en objeto de muchas controversias debido a su comportamiento, que incluye participar en acrobacias arriesgadas y presentar material inapropiado para su edad para el contenido de YouTube, ser despedido de su programa de televisión de Disney Bizaardvark y ser acusado de allanamiento y reunión ilegal.

## Biografía
Jake Paul nació el 17 de enero de 1997 en Cleveland, y creció en Westlake, Ohio con su hermano mayor Logan, quien también es YouTuber y personalidad de Internet. Él es el hijo de Pamela Ann Stepnick (apellido de soltera, Meredith) y el agente de bienes raíces Gregory Allan Paul. Paul comenzó su carrera en septiembre de 2013 publicando videos en Vine. Cuando se suspendió Vine, Paul había acumulado 5,3 millones de seguidores y 2 mil millones de visitas en la aplicación.

## Carrera

### 2017-2018:Team 10

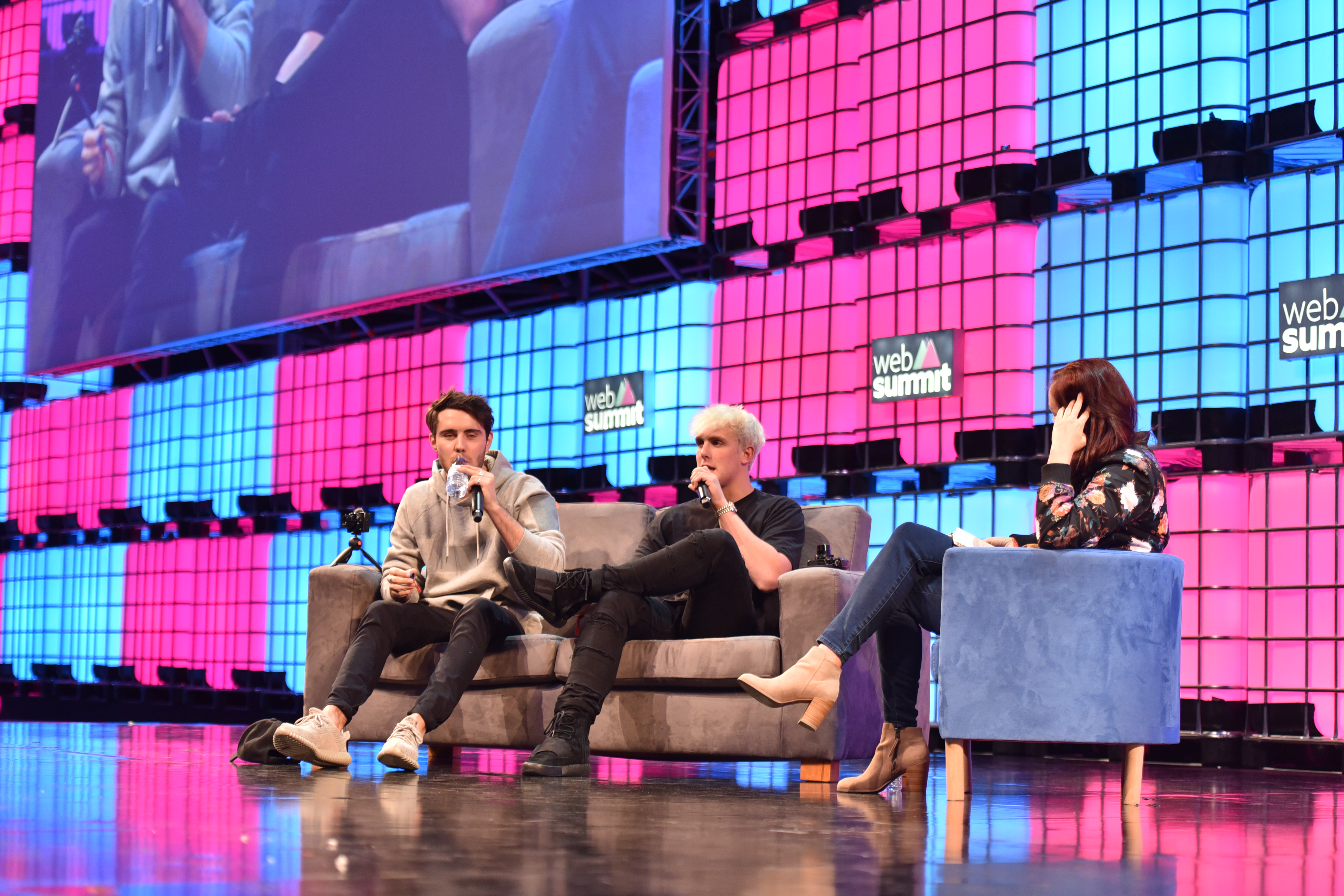
Jake Paul en Web Summit en 2016.

El 15 de mayo de 2014, Jake Paul subió su primer video a YouTube, titulado "Jake Paul Daily Vlogs". El 17 de enero de 2017, día del vigésimo cumpleaños de Paul, se informó que había lanzado una colaboración de entretenimiento, titulada Team 10, con $1 millón en financiamiento para crear una agencia creativa y de gestión de marketing de influencers en torno al entretenimiento para adolescentes. Los inversores incluyen Danhua Capital, Horizons Alpha, Vayner Capital, Sound Ventures & A-Grade Investments y Adam Zeplain.
Paul lanzó el sencillo titulado "It's Everyday Bro", con Team 10, junto con el video musical, el 30 de mayo de 2017. Contó con las voces de los miembros del equipo en ese momento, que consistía en Nick Crompton, Chance Sutton, Ivan y Emilio Martinez, y Tessa Brooks. El video acumuló más de 70 millones de visitas en un mes y se convirtió en el tercer video con más "no me gusta" en el sitio web. La canción debutó y alcanzó el puesto 91 en el Billboard Hot 100 y fue certificada platino por la Recording Industry Association of America (RIAA). Su título se refiere a cómo Paul en ese momento publicaba un video todos los días. El 17 de junio, Paul lanzó el sencillo Ohio Fried Chicken, con los ahora exmiembros de Team 10 Chance Sutton y Anthony Trujillo, junto con el video musical. Después de la canción, lanzó el sencillo Jerika con Erika Costell, su entonces novia, con el ahora exmiembro de Team 10, el tío Kade, el 12 de julio. Sin embargo, eliminó la canción de los servicios de transmisión después de su ruptura con Costell en 2018. El 5 de agosto de 2017, Paul lanzó un nuevo sencillo titulado That Ain't on the News, junto con el video musical. El 25 de octubre, Paul lanzó un sencillo titulado No Competition con el ahora exmiembro de Team 10 Dynamite Dylan, junto con el video musical. Sin embargo, este último lo eliminó de los servicios de transmisión más de un año después. El 11 de noviembre, Paul lanzó el sencillo Saturday Night, con los ahora exmiembros del Team 10 Chad Tepper y Nick Crompton. Once días después, el 22 de noviembre, Paul lanzó un remix de It's Everyday Bro, con el rapero estadounidense Gucci Mane en lugar de Team 10, junto con el nuevo video musical. El 1 de diciembre, lanzó una obra extendida titulada 'Litmas' con Team 10 para Navidad, sin embargo, la eliminó de los servicios de transmisión un poco menos de un año después.
El 27 de abril de 2018, Paul lanzó el sencillo Malibu con Chad Tepper, junto con el video musical. El 11 de mayo, lanzó otro sencillo titulado My Teachers, con Sunny Malouf y Anthony Trujillo. El 24 de mayo, lanzó dos sencillos, Randy Savage y Cartier Vision. La canción anterior presenta al Team 10 y al dúo de hip-hop Jitt & Quan, con las voces de los miembros de Team 10 en ese momento, que consisten en Anthony Trujillo, Sunny Malouf, Justin Roberts, Erika Costell y Chad Tepper; fue lanzado junto con el video musical. La última canción presenta a Anthony y el dúo también; el video musical fue lanzado más tarde el 12 de septiembre. El 15 de agosto, Paul lanzó otro sencillo titulado Champion, con el dúo. La canción fue un diss track contra el oponente de boxeo de Paul, Deji Olatunji (ComedyShortsGamer), el hermano menor de la estrella británica de YouTube, personalidad de Internet, boxeador y rapero KSI, contra quien peleó diez días después, el 25 de agosto. Durante el verano de 2018, Paul y Team 10 realizaron una gira por Estados Unidos interpretando canciones. Poco a poco, los miembros de Team 10 abandonaron el grupo uno a uno desde el comienzo del año hasta el final.

### 2019: Empresas comerciales y nuevo grupo
El 1 de marzo de 2019, Paul lanzó el sencillo "I'm Single", que se lanzó junto con el video musical. La canción se centró en los sentimientos de Paul acerca de estar soltero y su ruptura con Erika Costell. El 12 de julio, Paul comenzó un nuevo grupo tras la disolución de Team 10. El grupo estaba formado por Adam Quinn, Lauren Dascalo, Brandon Amato y Payton y Mikahl Caci. El 13 de diciembre de 2019, Paul lanzó otro sencillo "These Days".

### 2020-presente: Enfoque en la música
El 24 de julio de 2020, Paul lanzó el sencillo "Fresh Outta London", que se lanzó junto con el video musical. Para la filmación del video, organizó una fiesta en su casa en Calabasas, California, en la que atrajo la atención nacional cuando la alcaldesa de Calabasas, Alicia Weintraub, salió a condenar el hecho luego de que aparecieran videos y fotos de la fiesta. El 10 de septiembre, Paul lanzó otro sencillo titulado "23", junto con un video musical en su casa, que solo estaba protagonizado por su hermano mayor Logan y también incluía clips de él y algunos de sus amigos. El título de la canción se refiere a su edad en ese momento, así como al número de camiseta del exjugador de baloncesto estadounidense Michael Jordan. El 15 de octubre, Paul lanzó el sencillo "Dummy", con el rapero canadiense TVGucci, quien firmó con el sello discográfico del también rapero canadiense Drake, OVO Sound. El video se publicó en el canal de YouTube de Paul seis días después, el 21 de octubre.

## Controversias
A finales de 2015, se anunció que Jake Paul interpretaría a Dirk en la nueva serie de comedia de Disney Channel, Bizaardvark. El 22 de julio de 2017, durante el rodaje de la segunda temporada de Bizaardvark, Disney Channel anunció que Paul dejaría la serie y dijo en un comunicado: "Hemos acordado mutuamente que Jake Paul dejará su papel en la serie de Disney Channel 'Bizaardvark'. En nombre de la compañía de producción, el elenco y el equipo, agradecemos a Jake por su buen trabajo en la serie durante los últimos 18 meses y le expresamos nuestros mejores deseos". El anuncio siguió a un informe de noticias de KTLA sobre las quejas de los vecinos de Paul con respecto al ruido generado por los peligros de incendio, bromas y fiestas de Paul y las grandes multitudes de fans que se congregaban en su vecindario. Paul luego confirmó la noticia en su cuenta de Twitter, diciendo que ahora se centraría más en su marca personal, su canal de YouTube, sus proyectos comerciales y más papeles de actuación para adultos. Más tarde, Paul reveló en una entrevista con The Hollywood Reporter que en realidad fue despedido de Bizaardvark por Disney, quien quería acelerar el proceso de apartarlo del programa debido al segmento de KTLA.
El 18 de julio de 2017, se informó que los vecinos de Paul en el vecindario de Beverly Grove de Los Ángeles se estaban reuniendo con miembros del consejo de la ciudad y oficiales de policía para presentar una demanda colectiva por molestias públicas contra Paul. Esto se produjo después de que Paul hiciera público la dirección de su casa, lo que llevó a que multitudes de fans se reunieran fuera de la residencia de Paul, y las quejas de los vecinos por el ruido. El 24 de abril de 2018, se conoció que Paul estaba siendo demandado por Cobra Acquisitions, la empresa propietaria de la casa, por $2.5 millones.
El 3 de enero de 2018, Paul subió un video a su canal de YouTube titulado "I lost my virginity" (en español, "Perdí mi virginidad") que usaba una miniatura de él y su entonces novia Erika Costell posando semidesnudos uno encima del otro. Como resultado, YouTube restringió la edad del video, y críticos como Keemstar criticaron la miniatura por ser inapropiada para su audiencia más joven. La miniatura se cambió más tarde con Paul y Costell completamente vestidos y sin tocarse. Dos días después, el 5 de enero, TMZ reveló un video en el que Paul usó el epíteto racial "nigga" varias veces mientras rapeaba.
El 3 de enero de 2018, Paul inició el sitio web Edfluence, un programa que se centraba en enseñar a los más jóvenes cómo tener éxito y ganar dinero en línea. Explicó la razón por la que creó el curso, escribiendo en Twitter, "Básicamente, estoy harto de nuestro sistema educativo y cómo se enseña a los niños 0 habilidades de la vida real para asegurarse su propio futuro". Continuó: "Estoy creando un movimiento para todos los que quieran tomar las riendas de sus propias vidas y aprender habilidades en la vida real de profesionales reales". El curso costaba siete dólares estadounidenses por usuario, lo que le permitiría desbloquear una serie de videos para una "hoja de ruta" hacia el éxito como influencer. Sin embargo, los siete dólares no desbloquearon todo el programa, sino que solo dieron algunos consejos básicos. Paul también prometió a su audiencia que si se unían al curso, podrían unirse al "Team 1000", lo que no sucedió. Tras la situación, Paul fue acusado de estafar a los jóvenes seguidores y robar su dinero. Posteriormente, el 31 de enero de 2020, se cerró Edfluence, lo que detuvo el curso de forma permanente. El 15 de febrero, Paul anunció que se asociaría con el grupo de desarrollo de marca con sede en Los Ángeles, GenZ Holdings Inc. para crear una plataforma de $19,99 al mes destinada a enseñar a los niños cómo construir una presencia en Internet. "El Movimiento de Libertad Financiera" promete, según el programa, dar a los suscriptores acceso a "la experiencia personal, los rituales y la fórmula secreta de Jake Paul" y "tutoría, entrenamiento y capacitación de vanguardia". El programa ha sido criticado por algunos, y un entrevistador cuestionó si enviaría un mensaje peligroso a sus fans más jóvenes. El YouTuber h3h3productions fue más allá, llamando a la plataforma una "estafa", y la reportera de BuzzFeed News Lauren Strapagiel describió el servicio como "profundamente decepcionante".
El 30 de mayo de 2020, Paul y algunos de sus amigos fueron a cenar a PF Chang's en las afueras de Scottsdale Fashion Square en Scottsdale, Arizona, como parte de las protestas por George Floyd. La manifestación se intensificó rápidamente y la gente comenzó a saquear el centro comercial. Varias imágenes muestran a Paul y sus amigos afuera de un local de PF Chang presenciando el motín y dirigiéndose al interior del centro comercial donde documentaron el incidente. La gente en las redes sociales criticó a Paul por entrar al centro comercial y estar parado en medio presenciando a personas saqueando tiendas. Paul luego se disculpó en las redes sociales condenando la violencia, y también negó las acusaciones de saqueo, y en cambio dijo que estaba filmando como un servicio público para un futuro video. Paul dijo: "Filmamos todo lo que vimos en un esfuerzo por compartir nuestra experiencia y llamar más la atención sobre la ira que se sentía en cada vecindario por el que viajamos; estábamos estrictamente documentando, no participando". El 4 de junio de 2020, Paul fue acusado de allanamiento de morada y reunión ilegal, ambos cargos por delitos menores, por estar en el centro comercial durante el motín. El 5 de agosto de 2020, la mansión de Paul en Calabasas fue allanada por el FBI. En una declaración a Los Angeles Times, el FBI declaró: "El FBI está llevando a cabo una orden de registro federal en una residencia en Calabasas en relación con una investigación en curso. La declaración jurada en apoyo de la orden de registro ha sido sellada por un juez y, por lo tanto, tengo prohibido comentar sobre la naturaleza de la investigación". El mismo día, los cargos fueron desestimados sin prejuicio, el Departamento de Policía de Scottsdale dijo que era "en el mejor interés de la comunidad" y permitiría que se completara una investigación criminal federal. Paul también explicó en un video ahora eliminado que la redada estaba "completamente relacionada con la controversia del saqueo".
El 11 de julio de 2020, Paul organizó una fiesta en su casa en Calabasas, California, a pesar de la pandemia de COVID-19, que estaba ocurriendo en ese momento. Asistieron decenas de personas sin máscaras y sin mantener el distanciamiento social. Después de las quejas de los vecinos y los videos que aparecieron en las redes sociales, la alcaldesa de Calabasas, Alicia Weintraub, expresó su indignación y dijo: "Están teniendo esta gran fiesta, sin distanciamiento social, sin máscaras, es un gran desprecio por todo lo que todos están tratando de hacer para que las cosas vuelvan a funcionar". Continuó diciendo: "En realidad es una fiesta que actúa como si COVID no existiera, es actuar para que los negocios no estén cerrados". Más tarde agregó que la ciudad estaba analizando "todas nuestras opciones" con respecto a las sanciones para Paul y los asistentes a la fiesta.
El 25 de noviembre de 2020, Paul atrajo más controversia relacionada con el COVID-19 debido a declaraciones en una entrevista con The Daily Beast. Cuando el entrevistador Marlow Stern le preguntó a Paul si lamentaba sus palabras y acciones con respecto a la fiesta del 11 de julio, Paul respondió diciendo que el COVID-19 era un "engaño", añadiendo que "el 98 por ciento de las noticias [sobre COVID-19] son falsas", y que creía que las medidas contra el COVID-19 en Estados Unidos deberían terminar, calificándolas de "lo más perjudicial para nuestra sociedad". Luego declaró incorrectamente que la gripe había matado a tantas personas en los Estados Unidos en 2020 como lo hizo el coronavirus, y afirmó que "los profesionales médicos también han dicho [recientemente] que las máscaras no hacen absolutamente nada para prevenir la propagación del coronavirus"; luego se refirió a dichos profesionales como "docenas de mis amigos médicos". Cuando Stern trató de cuestionar sus afirmaciones, Paul le contestó: "Eres arrogante. Eres muy arrogante", "quieres clickbait " y "nunca he oído hablar de ti". La entrevista provocó la condena de varias personas y medios de comunicación, como Page Six, y su compañero YouTuber Tyler Oakley, quien calificó a Paul de "agresivamente ignorante" y "vergonzoso".
El 9 de abril de 2021, la personalidad de TikTok Justine Paradise publicó un video que alegaba que Paul la obligó a tener sexo oral y la tocó sin su consentimiento durante un incidente en Team 10 House en 2019. Paul respondió a las acusaciones diciendo: " Las acusaciones de agresión sexual no son algo que ni yo ni nadie deba tomar a la ligera, pero para ser muy claro, esta afirmación hecha en mi contra es 100% falsa". [131][132] En un video posterior, Paradise declaró que recibió acoso y amenazas de muerte por la acusación[133]. El 22 de abril de 2021, un artículo sobre Paul en The New York Times presentó una segunda acusación de la modelo y actriz Railey Lollie. Lollie, que había comenzado a trabajar para Paul a los 17 años, alegó que Paul la llamaba "jailbait" y en un momento la manoseó.[134][135]
El 15 de mayo de 2021, Paul fue investigado por el Departamento de Recursos Naturales y Ambientales de Puerto Rico por conducir un vehículo motorizado en las playas de Puerto Rico, como se ve en un video que se publicó en línea pero luego se eliminó. Es ilegal andar en vehículos motorizados en las playas de Puerto Rico para proteger la vida silvestre natural como las tortugas marinas. Paul se disculpó afirmando que no tenía intención de hacer daño.[136][137]
En marzo de 2023, Paul estaba entre las ocho celebridades acusadas por la Comisión de Bolsa y Valores de EE. UU. (SEC) de violar las leyes de protección de los inversores al promover criptomonedas sin revelar que había sido patrocinado para hacerlo. Resolvió los cargos por más de 400.000 dólares sin admitir ni negar las reclamaciones.[138][139]

## Carrera como boxeador

### Paul vs. Deji
El 24 de febrero de 2018, se anunció que Paul y su hermano pelearían contra KSI y su hermano menor, Deji, en dos combates de boxeo. La pelea de Paul contra Deji fue la pelea principal de la cartelera antes de que sus hermanos mayores, KSI y Logan Paul, pelearan en el evento principal. Paul ganó la pelea por nocaut técnico (TKO) en el quinto asalto después de que la esquina de Deji tirara la toalla luego de una serie de golpes sin respuesta.

### Era profesional

#### Paul vs. AnEsonGib
El 21 de diciembre de 2019, se anunció que Paul haría su debut en el boxeo profesional contra su compañero YouTuber AnEsonGib (conocido como Gib) el 30 de enero de 2020 en Miami. El combate entre Paul y Gib fue el complemento del combate entre los boxeadores profesionales Demetrius Andrade y Luke Keeler. Paul ganó la pelea por nocaut técnico a las 2:18 en el primer asalto.

#### Paul vs. Robinson
En julio de 2020, se anunció que se aventuraría en el ring para una segunda pelea profesional, enfrentando al jugador de baloncesto profesional Nate Robinson como parte del combate de exhibición entre Mike Tyson y Roy Jones Jr. El evento estaba inicialmente programado para el 12 de septiembre en el Dignity Health Sports Park en Carson, California, sin embargo, en agosto, Tyson reveló que el evento había sido pospuesto hasta el 28 de noviembre para maximizar los ingresos. Paul ganó la pelea por KO a las 1:24 en el segundo asalto.

#### Paul vs. Askren
Después de varios cruces en las redes sociales, el 22 de diciembre de 2020 se anunció que Paul se enfrentará al ex campeón de Bellator MMA y ONE Welterweight Ben Askren el 28 de marzo de 2021 en Los Ángeles. Luego se cambió la fecha y lugar al 17 de abril en Atlanta. Paul ganó la pelea por KO en el primer asalto.

#### Paul vs. Woodley
Antes del combate Paul vs. Askren, Paul y uno de sus asistentes de esquina, el boxeador profesional estadounidense J'Leon Love, estuvieron involucrados en una confrontación en backstage con el ex Campeón de Peso Wélter de la UFC, Tyron Woodley. Después de que Paul derrotara a Askren, Woodley lo desafió. El 29 de agosto, Paul peleó contra Woodley en el Rocket Mortgage FieldHouse en Cleveland, Ohio, y lo derrotó por decisión dividida, con un juez anotando el combate 77-75 a favor de Woodley, mientras que los otros dos jueces lo puntuaron 77-75 y 78-74 a favor de Paul. Después del combate, Woodley expresó su deseo de una revancha, y Paul se la ofreció si se tatuaba "I love Jake Paul" en su cuerpo. El evento, según informes, generó 500,000 compras de pago por evento.
En diciembre, Paul estaba programado para enfrentarse originalmente al boxeador profesional inglés Tommy Fury el 18 de diciembre en el Amalie Arena en Tampa, Florida, pero Fury se retiró debido a problemas médicos. El 6 de diciembre, se anunció que Paul tendría una revancha con Woodley en su lugar. Paul derrotó a Woodley por nocaut en el sexto asalto. El evento, según informes, generó 200,000 compras de pago por evento.  Después del combate, a Paul se le otorgó el Premio ESPN Ringside al 'Nocaut del año' por su victoria sobre Woodley.
En 2022, Paul estaba programado para enfrentarse a Fury el 6 de agosto en el Madison Square Garden en la ciudad de Nueva York, pero Fury se retiró nuevamente debido a problemas de viaje. El 7 de julio, se anunció que Paul se enfrentaría al boxeador profesional estadounidense Hasim Rahman Jr., sin embargo, el evento fue cancelado el 30 de julio debido a problemas de peso de Rahman.

#### Paul vs. Silva
Después de la cancelación, se anunció que Paul se enfrentaría al ex campeón de la UFC Anderson Silva el 29 de octubre en el Desert Diamond Arena en Glendale, Arizona. Paul derrotó a Silva por decisión unánime con los jueces anotando el combate 78-73, 78-73 y 77-74 a favor de Paul.

#### Paul vs. Fury
Después de dos intentos fallidos anteriores, el 27 de enero de 2023, se anunció que Paul se enfrentaría a Fury el 26 de febrero en Arabia Saudita. Fury derrotó a Paul por decisión dividida a pesar de que Paul derribó a Fury en el octavo asalto. Un juez lo puntuó 75-74 a favor de Paul, mientras que los otros dos jueces lo tuvieron 76-73 a favor de Fury. El evento, según informes, generó 800,000 compras de pago por evento.

#### Paul vs. Diaz
El 12 de abril de 2023, se anunció que Paul se enfrentaría a Nate Diaz el 5 de agosto de 2023 en el American Airlines Center en Dallas, Texas. Aunque originalmente se programó que la pelea fuera a 8 asaltos, más tarde se extendió a 10. Paul derrotó a Diaz por decisión unánime con los jueces anotando el combate 98-91, 98-91 y 97-92 todos a favor de Paul.

### Transición al boxeo tradicional
El 8 de noviembre, se confirmó que el oponente de Paul sería el boxeador profesional estadounidense Andre August (10-1-1). La pelea tendría lugar en el Caribe Royal Hotel en Orlando, Florida como el evento principal de Most Valuable Prospects IV. Esta fue la primera pelea principal de Paul que no estaría en pago por evento, ya que Paul afirmó "hasta ahora, toda mi carrera en el boxeo ha estado en PPV, pero ahora se trata de algo más que negocios. Ahora quiero construir mi experiencia en el ring." Paul derrotó a August por nocaut en el primer asalto.
El 21 de diciembre de 2023, se anunció que Paul pelearía el 2 de marzo de 2024 en el Coliseo de Puerto Rico José Miguel Agrelot en San Juan, Puerto Rico. El 30 de enero de 2024, se anunció que el oponente de Paul sería el boxeador profesional estadounidense Ryan Bourland (17-2). Paul derrotó a Bourland por nocaut técnico en el primer asalto.

#### Paul vs. Tyson
El 7 de marzo de 2024, se anunció que Paul se enfrentaría al ex campeón de peso pesado indiscutido Mike Tyson el 20 de julio en el AT&T Stadium en Arlington, Texas. El combate será transmitido por Netflix. El combate marcará el debut de Paul en peso pesado. El 29 de abril de 2024, se anunció que el combate sería sancionado como un combate de boxeo profesional por el Departamento de Licencias y Regulaciones de Texas (TDLR). El 31 de mayo de 2024, se anunció que el combate se pospuso después de que Tyson sufriera un brote de úlcera a bordo de un avión. El 7 de junio de 2024, se anunció que el combate se llevaría a cabo en la misma arena el 15 de noviembre de 2024.
El 15 de noviembre de 2024, al finalizar el encuentro, Paul se hizo con la victoria sobre Tyson por puntos, por decisión unánime del jurado.

#### Paul vs. Perry
El 11 de junio de 2024, se anunció que Paul se enfrentará al exluchador de la UFC y campeón de Bare Knuckle Fighting Championship "King of Violence" Mike Perry el 20 de julio de 2024 después de que Mike Tyson no pudiera competir en esa fecha.
Paul venció por TKO en el sexto asalto a Mike Perry, tras haber caído este último en varios asaltos anteriores.

## Combates
| Record profesional | Record profesional | Record profesional |
| 13 peleas          | 12 Victorias       | 1 Derrota          |
| Nocaut             | 7                  | 0                  |
| Decisión           | 5                  | 1                  |
| Empate             | 0                  | 0                  |
| ------------------ | ------------------ | ------------------ |

| Resultado | Récord | Rival                  | Método | Asalto, Tiempo | Fecha                   | Lugar                   |
| --------- | ------ | ---------------------- | ------ | -------------- | ----------------------- | ----------------------- |
| Victoria  | 12–1   | Julio César Chávez Jr. | UD     | 10             | 28 de junio de 2025     | Anaheim, California     |
| Victoria  | 11–1   | Mike Tyson             | UD     | 8              | 15 de noviembre de 2024 | Arlington, Texas        |
| Victoria  | 10–1   | Mike Perry             | TKO    | 6 (8), 1:12    | 20 de julio de 2024     | Tampa, Florida          |
| Victoria  | 9–1    | Ryan Bourland          | TKO    | 1 (8), 2:37    | 2 de marzo de 2024      | San Juan                |
| Victoria  | 8–1    | Andre August           | KO     | 1 (8), 2:32    | 15 de diciembre de 2023 | Orlando, Florida        |
| Victoria  | 7–1    | Nate Diaz              | UD     | 10             | 5 de agosto de 2023     | Dallas, Texas           |
| Derrota   | 6–1    | Tommy Fury             | SD     | 8              | 26 de febrero de 2023   | Diriyah                 |
| Victoria  | 6–0    | Anderson Silva         | UD     | 8              | 29 de octubre de 2022   | Glendale, Arizona       |
| Victoria  | 5–0    | Tyron Woodley          | KO     | 6 (8), 0:50    | 18 de diciembre de 2021 | Tampa, Florida          |
| Victoria  | 4–0    | Tyron Woodley          | SD     | 8              | 29 de agosto de 2021    | Cleveland, Ohio         |
| Victoria  | 3–0    | Ben Askren             | KO     | 1 (8), 0:57    | 17 de abril de 2021     | Atlanta, Georgia        |
| Victoria  | 2–0    | Nate Robinson          | KO     | 2 (6), 1:24    | 28 de noviembre de 2020 | Los Ángeles, California |
| Victoria  | 1–0    | AnEsonGib              | TKO    | 1 (5), 2:18    | 30 de enero de 2020     | Miami, Florida          |

## Vida personal
Paul tiene ascendencia inglesa, irlandesa, escocesa, galesa, judía y alemana.
En noviembre de 2016, Paul comenzó a salir con su compañera YouTuber estadounidense y personalidad de Internet Alissa Violet. Se separaron en febrero de 2017. En abril de 2018, Paul comenzó a salir con la modelo estadounidense Erika Costell. Los dos se separaron en noviembre de ese año. Luego, Paul comenzó a salir con su compañera YouTuber estadounidense y personalidad de Internet Tana Mongeau en abril de 2019. Los dos dijeron en broma que estaban comprometidos y casados, aunque no legalmente, en julio de 2019. Paul y Mongeau se separaron en enero de 2020. A partir de enero, Paul comenzó a salir con la modelo estadounidense Julia Rose.
Paul confirmó públicamente que es pareja de la patinadora neerlandesa Jutta Leerdam desde el 3 de abril del 2023, después de que los dos se pusieran en contacto a través de Instagram unos meses antes.

## Filmografía
| Año  | Título        | Rol      | Notas |
| ---- | ------------- | -------- | ----- |
| 2016 | Dance Camp    | Lance    |       |
| 2016 | Mono          | Dugan    | Cameo |
| 2019 | Airplane Mode | Él mismo |       |

| Año       | Título             | Rol       | Notas                         |
| --------- | ------------------ | --------- | ----------------------------- |
| 2016–2018 | Bizaardvark        | Dirk Mann | Protagonista (temporadas 1–2) |
| 2016      | The Monroes        | Conrad    |                               |
| 2016      | ¡Caíste!           | Él mismo  | Invitado especial             |
| 2017      | The Price Is Right | Él mismo  | Invitado especial             |

| Año  | Título                | Rol      | Notas               |
| ---- | --------------------- | -------- | ------------------- |
| 2018 | The Mind of Jake Paul | Él mismo | Foco del documental |

## Premios
| Año  | Nominado por                  | Premio                    | Categoría             | Resultado | Ref.   |
| ---- | ----------------------------- | ------------------------- | --------------------- | --------- | ------ |
| 2014 | JakePaul (Vine)               | 6.° Shorty Awards         | Vineographer          | Nominado  | [ 92 ] |
| 2014 | JakePaul (Vine)               | 6.° Shorty Awards         | Comediante            | Nominado  | [ 92 ] |
| 2017 | Él mismo                      | Radio Disney Music Awards | Social Media Star     | Ganador   | [ 93 ] |
| 2017 | JakePaulProductions (YouTube) | Teen Choice Awards 2017   | Choice Music Web Star | Ganador   | [ 94 ] |
| 2017 | JakePaulProductions (YouTube) | Teen Choice Awards 2017   | YouTuber              | Ganador   | [ 94 ] |